# سوزان پارک
سوزان پارک (انگلیسی: Susan Park) یک هنرپیشه اهل ایالات متحده آمریکا است.

## فیلم‌شناسی
- سی‌اس‌آی
- جسور و زیبا
- فیلادلفیا همیشه آفتابی است
- بنت (مجموعه تلویزیونی)
- پلید (فیلم)
- فارگو (مجموعه تلویزیونی)